# Sofie Alžběta Francouzská
Sofie Alžběta Francouzská (Sofie Filipína Alžběta Justýna; 27. července 1734, zámek ve Versailles – 2. března 1782, zámek ve Versailles) byla francouzská princezna, Fille de France. Narodila se jako šestá dcera krále Ludvíka XV. a jeho manželky Marie Leszczyńské. Nejdříve byla známá jako Madame Cinquième (Madame pátá, její starší sestra Marie Luisa zemřela v roce 1733), později jako Madame Sofie. Všechny sestry byly dohromady známy jako Mesdames.

## Život
Její narození na zámku Versailles proběhlo 27. července 1734 téměř nepozorovaně. Své druhé jméno Filipína dostala na počest svého bratra Filipa, který zemřel předchozího roku. Na rozdíl od starších dětí Ludvíka XV. nebyla vychovávána ve Versailles, ale byla v červnu 1738 spolu se starší sestrou Viktorií a mladšími sestrami Terezou a Luisou poslána do kláštera Fontevrault, protože náklady na jejich výchovu ve Versailles se vším postavením, na který měli nárok, považoval kardinál Fleury, hlavní ministr Ludvíka XV., za příliš vysoké.
Podle Madame Campanové měly mesdames ve Fontrevaultu poněkud traumatickou výchovu a nedostali příliš dobré vzdělání:
"Kardinál Fleury, který měl ve skutečnosti zásluhu na obnovení financí, dovedl tento ekonomický systém tak daleko, že od krále získal povolení potlačit domácnosti čtyř mladších princezen. Byly vychovány jako obyčejné chovanky v klášteře osmdesát mil vzdáleném od dvora. Saint Cyr by byl pro přijetí královských dcer vhodnější; ale pravděpodobně kardinál sdílel některé z těch předsudků, které budou vždy spojovat i ty nejužitečnější instituce s Madame de Maintenon. Madame Luisa mě často ujišťovala, že ve dvanácti letech neovládala celou abecedu a nikdy se nenaučila plynule číst, dokud se nevrátila do Versailles. Madame Viktorie trpěla určitými záchvaty hrůzy, které nikdy nedokázala přemoci, násilnými úzkostmi, které zažívala v opatství Fontevrault, kdykoli byla poslána modlit se sama do hrobky, kde byly pohřbeny sestry. Zahradník opatství zemřel šílený. Jeho obydlí, bez zdí, bylo blízko kaple opatství, kam byly mesdames odvedeny, aby opakovaly modlitby za ty, kteří se ocitli v agónii smrti. Jejich modlitby byly více než jednou přerušeny výkřiky umírajícího muže."

### Vláda Ludvíka XV.

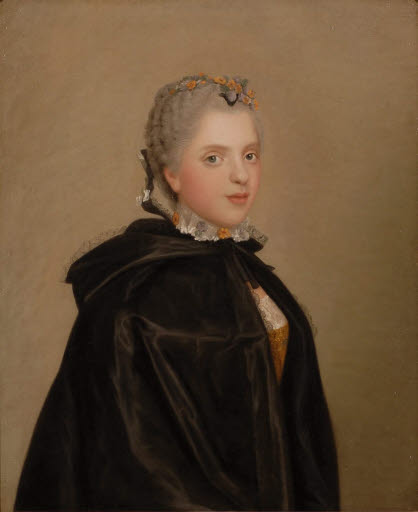
Princezna Sofie Filipína Alžběta Justýna Francouzská, Jean-Étienne Liotard, asi 1750

Sofii a její sestře Luise bylo dovoleno vrátit se ke dvoru v roce 1750, dva roky po Viktorii. Podle madame Campanové, zatímco jejich vzdělání bylo v klášteře zanedbáváno, po návratu ke dvoru to vynahradily a intenzivně studovaly, povzbuzeny svým bratrem Ludvíkem, s nímž si okamžitě vytvořili blízký vztah:
"Když se mesdames, stále ještě mladé, vrátily ke dvoru, užívaly si přátelství Monseigneur Dauphina a profitovaly z jeho rad. Oddaly se horlivě studiu a věnovaly mu téměř celý svůj čas; dokázaly správně psát francouzsky a získaly dobré znalosti historie. Italština, angličtina, vyšší obory matematiky, otáčení a vytáčení, vyplňovaly postupně jejich volné chvíle."
Král je označoval přezdívkami: madame Adelaide říkal 'Loque' (Hadr/Cáry/Vyzáblá); madame Viktorii 'Coche' (Klíště/Prase/Prasátko/Prasnice); madame Sofii 'Graille' (Rošt/Larva/Odpad/Mršina vrány); a madame Luise 'Chiffe' (Nekvalitní hedvábí/Hadry).
Madame Sofie se nikdy nevdala, ale stala se členkou kolektivní skupiny neprovdaných princezen, známé jako Mesdames. Byla popisována jako plachá a skromná, nebudila moc pozornosti. U dvora neuplatňovala žádný vliv, ale nechala se řídit svou starší sestrou Adelaidou a následovala ji v antipatii vůči milenkám svého otce, Madame de Pompadour a pak Madame du Barry.
V roce 1761, když odjela Viktorie v doprovodu Adelaidy za léčivými prameny do Lotrinska, navštívily Sofie s Luisou poprvé Paříž.

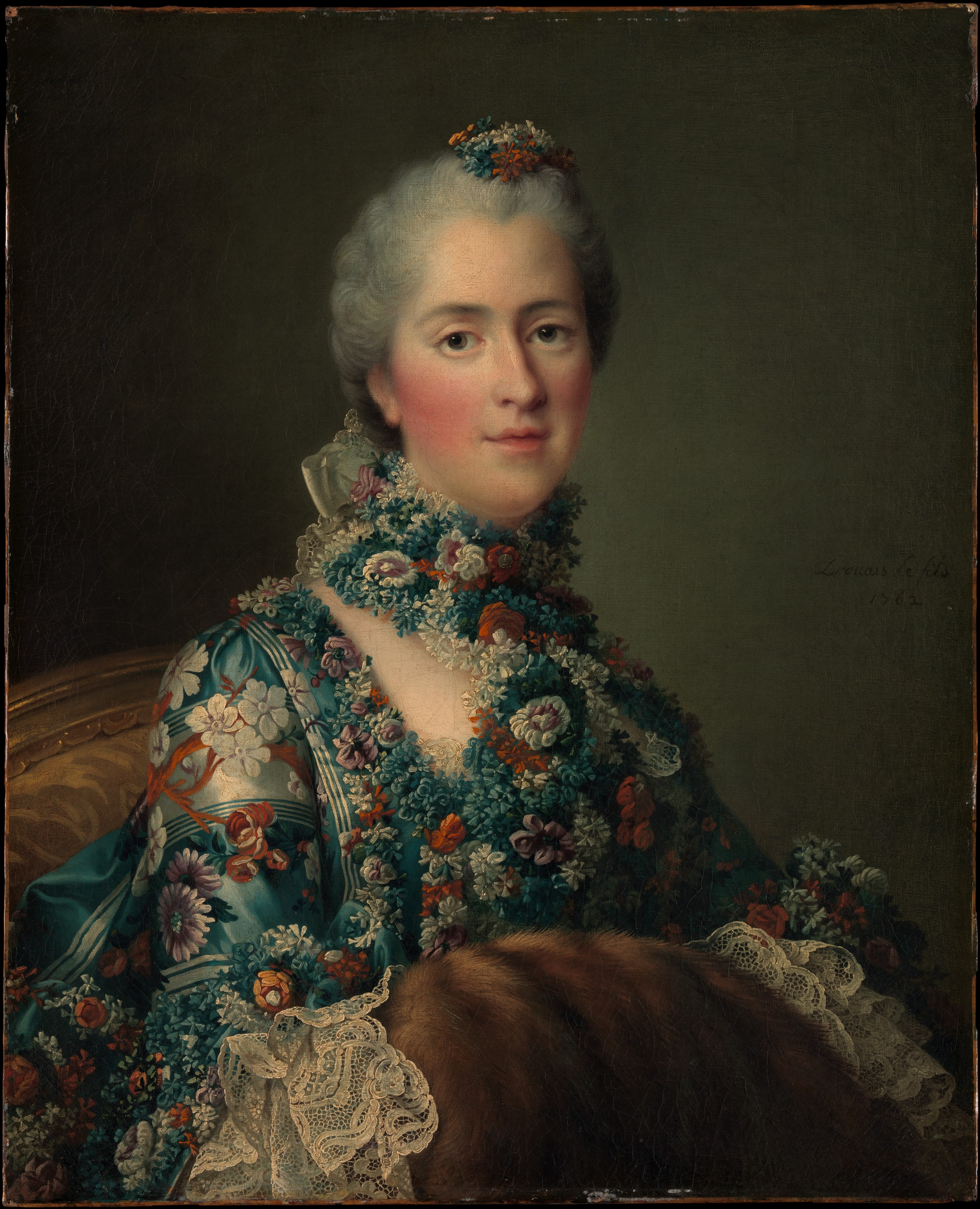
Madame Sofie Francouzská, François-Hubert Drouais, asi 1762

Madame Campanová, která byla v roce 1768 zaměstnána jako její předčitatelka, popsala Sofii takto:
"Madame Sofie byla pozoruhodně ošklivá; nikdy jsem neviděla člověka s tak nevábným vzhledem; chodila nejvyšší rychlostí; a aby poznala lidi, kteří se postavili podél její cesty, aniž by se na ně podívala, získala zvyk pošilhávat po jedné straně jako zajíc. Tato princezna byla tak nesmírně ostýchavá, že s ní mohl být člověk denně po celá léta, aniž by ji slyšel pronést jediné slovo. Tvrdilo se však, že ve společnosti některých oblíbených dam projevovala talent a dokonce i přívětivost. Sama se hodně naučila, ale učila se sama; přítomnost předčitatelky ji vyváděla z míry. Byly však příležitosti, kdy se princezna, obecně tak nepoddajná, stala zároveň přívětivou a blahosklonnou a projevovala tu nejkomunikativnější dobrosrdečnost; to se stávalo během bouře; její úzkost při takové příležitosti byla tak velká, že pak nejpokorněji přišla a pokládala tisíc vstřícných otázek; blesk ji pak nutil stisknout lidem ruce; rachot hromu ji přiměl, aby je objala, ale s návratem klidu se princezna vrátila do své strnulosti, rezervovanosti a odpudivého vzezření a prošla kolem, aniž by si někoho všimla, až do nové bouře, která jí okamžitě vrátila její hrůzu i přívětivost.
A život sester v posledních letech vlády jejich otce byl popisován následovně:
"Ludvík XV. vídal svou rodinu velmi málo. Každé ráno přicházel po soukromém schodišti do bytu madame Adelaide. často si přinášel na pití kávu, kterou si sám uvařil. Madame Adelaide zatáhla za zvonek, který informoval madame Viktorii o králově návštěvě; madame Viktorie, když vstala, aby šla do bytu své sestry, zazvonila na madame Sofii, která zase zazvonila na madame Luisu. Byty mesdames byly velmi rozměrné. Madame Luisa obývala nejvzdálenější komnaty. Tato poslední dáma byla zdeformovaná a velmi malá; chudák princezna utíkala ze všech sil, aby se připojila ke každodenní schůzi, ale protože měla několik místností, které musela přejít, často i přes svůj spěch měla jen čas obejmout svého otce, než se vydal na hon. Každý večer v šest mě mesdames přerušily, když jsem jim četla, aby doprovodily prince k Ludvíkovi XV.; tato návštěva se nazývala králův „debotter“ - a byla poznamenána jakousi etiketou. Mesdames si nasadily obrovskou obruč, která vysunula spodničku zdobenou zlatem nebo výšivkou; kolem pasu si upevnily dlouhou vlečku a svlečení zbytku oblečení zakryly dlouhým pláštěm z černého taftu, který je zahaloval až po bradu. Čestní rytíři, dvorní dámy, pážata, jezdci a zřízenci s velkými pochodněmi je doprovázeli ke králi. Za okamžik se celý palác, obecně tak tichý, dal do pohybu; král políbil každou princeznu na čelo a návštěva byla tak krátká, že četba, kterou přerušila, byla často obnovena za čtvrt hodiny; mesdames se vrátily do svých komnat a rozvázaly šňůrky spodniček a vleček; ony pokračovaly ve své tapisérii a já ve své knize."
V roce 1770 se sňatkem se synovcem mesdames, dauphinem Ludvíkem, stala dauphine čtrnáctiletá Marie Antoinetta. Díky blízkému vztahu dauphina a jeho tet, se s mesdames v prvních letech ve Francii sblížila i Marie Antoinetta. Mesdames se střídaly s hraběnkou z Provence v doprovodu Marie Antoinetty při oficiálních úkolech. Blízký vztah mezi Marií Antoinettou a mesdames byl však přerušen v roce 1772 poté, co byl zmařen pokus nalákat Marii Antoinettu, aby ponížila madame du Barry, plán, který vedla madame Adelaida s podporou madame Viktorie a madame Sofie.

### Vláda Ludvíka XVI.

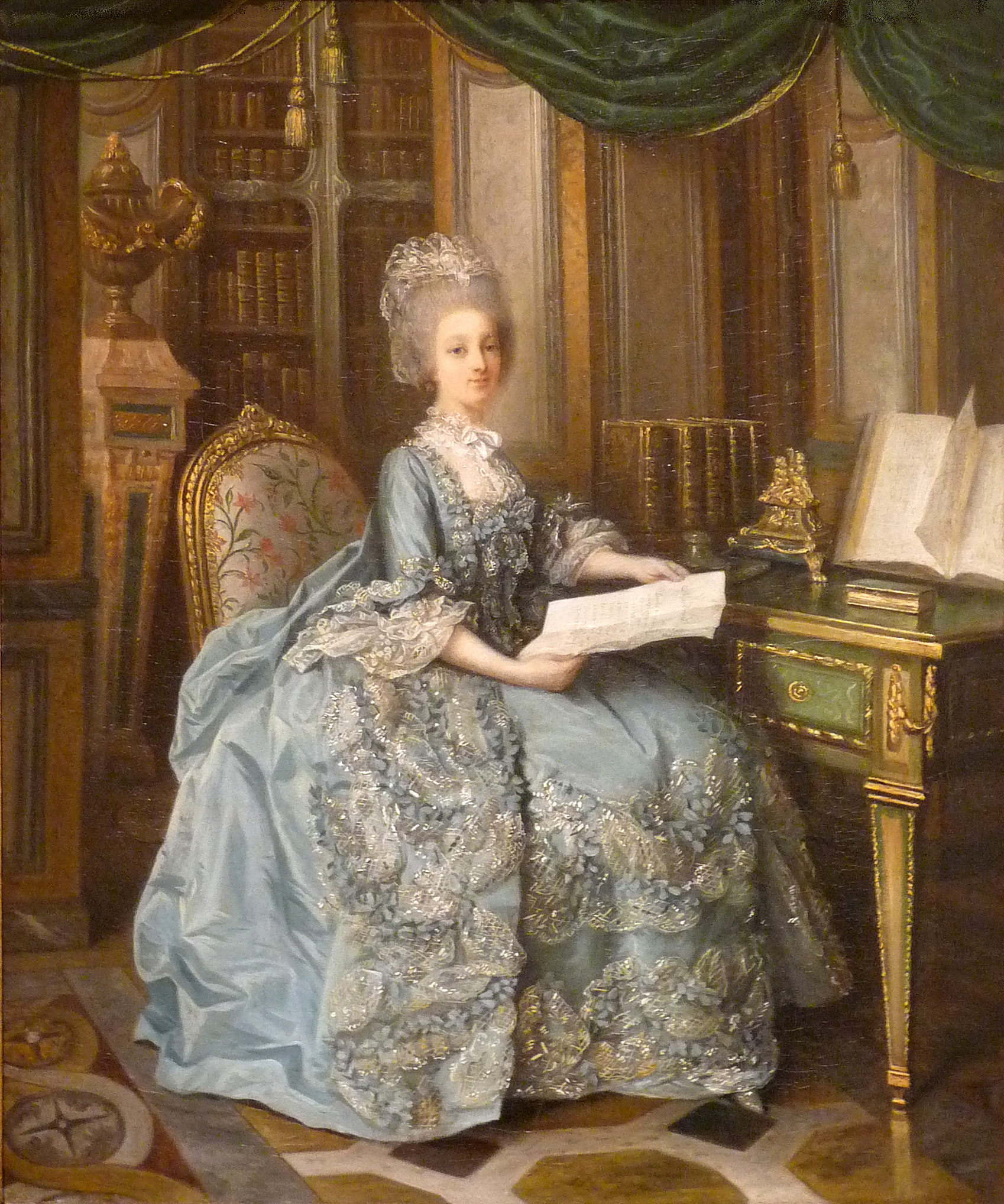
Madame Sofie

Od dubna 1774 madame Sofie, spolu se svými sestrami - Adelaidou, Viktorií a Luisou - ošetřovala svého otce, Ludvíka XV., na smrtelné posteli, dokud 10. května nezemřel na neštovice. Přestože mesdames neštovice neměly, bylo jim dovoleno otce navštěvovat, zatímco mužští členové královské rodiny i korunní princezna Marie Antoinetta, byli drženi dál od krále, aby neriskovali nakažení se nemocí. Jelikož byly mesdames ženy, neměly kvůli salickému zákonu žádný politický význam a tak jim v tom nebylo bráněno.
Po smrti Ludvíka XV. nastoupil na trůn jeho vnuk Ludvík August jako Ludvík XVI. Ten říkal svým tetám Mesdames Tantes. Sestry se u smrtelného lože svého otce nakazily neštovicemi a byly poslány do karantény do malého domu u zámku Choisy.
Jejich synovec král jim dovolil ponechal si své komnaty na zámku Versailles a všechny při zvláštních příležitostech nadále docházely ke dvoru. Takovou příležitostí byla například návštěva císaře Josefa II., který prý Adelaide učaroval. Od dvora se však jinak distancovaly a často raději bydlely ve svém vlastním Château de Bellevue v Meudonu; také jezdili pravidelně do Vichy, vždy s družinou nejméně tří set lidí, a udělaly tamní prameny módními. Zůstaly nadále důvěrnicemi Ludvíka XVI. a udržovaly dobré vztahy také se svou neteří Alžbětou, kterou často navštěvovaly v jejím ústraní v Montreuil.
V roce 1777 udělil král Sofii a Adelaide titul vévodkyň z Louvois.
Mesdames si nerozuměly s královnou Marií Antoinettou. Když královna zavedla nový zvyk neformálních rodinných večeří, stejně jako další neformální zvyky, které podkopávaly formální dvorskou etiketu, mělo to za následek exodus staré dvorské šlechty v opozici vůči královniným reformám, která se shromáždila v salonu mesdemes. V Bellevue i ve Versailles se sestry hodně bavily; jejich salon údajně pravidelně navštěvoval ministr Maurepas, kterého Adelaide povýšila k moci prostřednictvím Ludvíka Josefa, knížete z Condé, a Ludvíka Františka, knížete z Conti, kteří byli oba členy protirakouské strany. Častým hostem byl také Pierre-Augustin Caron de Beaumarchais, který předčítal své satiry o Rakousku a jeho mocných osobnostech. Rakouský vyslanec Florimond Claude, hrabě de Mercy-Argenteau, uvedl, že jejich salon, kde mesdames tolerovaly básně satirizující královnu, byl centrem intrik proti Marii Antoinettě.
Mesdames shromáždily extrémně konzervativní stranu šlechty, Dévots, která se postavila proti filozofům, encyklopedistům a ekonomům.
Madame Sofie zemřela 2. března 1782 ve věku 47 let na zámku Versailles. Pohřbena byla v královské hrobce v bazilice Saint-Denis.
Její praneteř Sofie Beatrix, nejmladší dcera Ludvíka XVI. a Marie Antoinetty, byla pojmenována po ní.

## V populární kultuře
V roce 2006 ji ve filmu Marie Antoinette ztvárnila skotská herečka Shirley Henderson.

## Vývod z předků
|                           |                          |  |                      |                                |  |  |  |  |  |  |  | Ludvík XIV. |
|                           |                          |  |                      |                                |  |  |  |  |  |  |  |             |
|                           | Ludvík Francouzský       |  |                      |                                |  |  |  |  |  |  |  |             |
|                           |                          |  |                      |                                |  |  |  |  |  |  |  |             |
|                           |                          |  |                      | Marie Tereza Habsburská        |  |  |  |  |  |  |  |             |
|                           |                          |  |                      |                                |  |  |  |  |  |  |  |             |
|                           | Ludvík Francouzský       |  |                      |                                |  |  |  |  |  |  |  |             |
|                           |                          |  |                      |                                |  |  |  |  |  |  |  |             |
|                           |                          |  |                      | Ferdinand Maria Bavorský       |  |  |  |  |  |  |  |             |
|                           |                          |  |                      |                                |  |  |  |  |  |  |  |             |
|                           | Marie Anna Bavorská      |  |                      |                                |  |  |  |  |  |  |  |             |
|                           |                          |  |                      |                                |  |  |  |  |  |  |  |             |
|                           |                          |  |                      | Jindřiška Adéla Marie Savojská |  |  |  |  |  |  |  |             |
|                           |                          |  |                      |                                |  |  |  |  |  |  |  |             |
|                           | Ludvík XV.               |  |                      |                                |  |  |  |  |  |  |  |             |
|                           |                          |  |                      |                                |  |  |  |  |  |  |  |             |
|                           |                          |  |                      | Karel Emanuel II. Savojský     |  |  |  |  |  |  |  |             |
|                           |                          |  |                      |                                |  |  |  |  |  |  |  |             |
|                           | Viktor Amadeus II.       |  |                      |                                |  |  |  |  |  |  |  |             |
|                           |                          |  |                      |                                |  |  |  |  |  |  |  |             |
|                           |                          |  |                      | Marie Johanna Savojská         |  |  |  |  |  |  |  |             |
|                           |                          |  |                      |                                |  |  |  |  |  |  |  |             |
|                           | Marie Adelaide Savojská  |  |                      |                                |  |  |  |  |  |  |  |             |
|                           |                          |  |                      |                                |  |  |  |  |  |  |  |             |
|                           |                          |  |                      | Filip I. Orleánský             |  |  |  |  |  |  |  |             |
|                           |                          |  |                      |                                |  |  |  |  |  |  |  |             |
|                           | Anna Marie Orleánská     |  |                      |                                |  |  |  |  |  |  |  |             |
|                           |                          |  |                      |                                |  |  |  |  |  |  |  |             |
|                           |                          |  |                      | Henrietta Anna Stuartovna      |  |  |  |  |  |  |  |             |
|                           |                          |  |                      |                                |  |  |  |  |  |  |  |             |
| Sofie Alžběta Francouzská |                          |  |                      |                                |  |  |  |  |  |  |  |             |
|                           |                          |  |                      |                                |  |  |  |  |  |  |  |             |
|                           |                          |  | Bogusław Leszczyński |                                |  |  |  |  |  |  |  |             |
|                           |                          |  |                      |                                |  |  |  |  |  |  |  |             |
|                           | Rafał Leszczyński        |  |                      |                                |  |  |  |  |  |  |  |             |
|                           |                          |  |                      |                                |  |  |  |  |  |  |  |             |
|                           |                          |  |                      | Anna Dönhoffová                |  |  |  |  |  |  |  |             |
|                           |                          |  |                      |                                |  |  |  |  |  |  |  |             |
|                           | Stanislav I. Leszczyński |  |                      |                                |  |  |  |  |  |  |  |             |
|                           |                          |  |                      |                                |  |  |  |  |  |  |  |             |
|                           |                          |  |                      | Stanisław Jan Jabłonowski      |  |  |  |  |  |  |  |             |
|                           |                          |  |                      |                                |  |  |  |  |  |  |  |             |
|                           | Anna Leszczyńska         |  |                      |                                |  |  |  |  |  |  |  |             |
|                           |                          |  |                      |                                |  |  |  |  |  |  |  |             |
|                           |                          |  |                      | Mariana Kazanowska             |  |  |  |  |  |  |  |             |
|                           |                          |  |                      |                                |  |  |  |  |  |  |  |             |
|                           | Marie Leszczyńská        |  |                      |                                |  |  |  |  |  |  |  |             |
|                           |                          |  |                      |                                |  |  |  |  |  |  |  |             |
|                           |                          |  |                      | Kryštof Opaliński              |  |  |  |  |  |  |  |             |
|                           |                          |  |                      |                                |  |  |  |  |  |  |  |             |
|                           | Jan Karol Opaliński      |  |                      |                                |  |  |  |  |  |  |  |             |
|                           |                          |  |                      |                                |  |  |  |  |  |  |  |             |
|                           |                          |  |                      | Teresa Konstancya Czarnkowska  |  |  |  |  |  |  |  |             |
|                           |                          |  |                      |                                |  |  |  |  |  |  |  |             |
|                           | Kateřina Opalinská       |  |                      |                                |  |  |  |  |  |  |  |             |
|                           |                          |  |                      |                                |  |  |  |  |  |  |  |             |
|                           |                          |  |                      | Adam Uriel Czarnkowský         |  |  |  |  |  |  |  |             |
|                           |                          |  |                      |                                |  |  |  |  |  |  |  |             |
|                           | Žofie Czarnkowská        |  |                      |                                |  |  |  |  |  |  |  |             |
|                           |                          |  |                      |                                |  |  |  |  |  |  |  |             |
|                           |                          |  |                      | Teresa Zaleská                 |  |  |  |  |  |  |  |             |
|                           |                          |  |                      |                                |  |  |  |  |  |  |  |             |